# Taracus silvestrii
Taracus silvestrii is een hooiwagen uit de familie Sabaconidae.